# Мале Ладижине
Ма́ле Ладижине — село в Україні, у Полтавському районі Полтавської області. Населення становить 163 осіб. Орган місцевого самоврядування — Василівська сільська рада.

## Населення

### Мова
Розподіл населення за рідною мовою за даними перепису 2001 року:
| Мова       | Кількість | Відсоток |
| ---------- | --------- | -------- |
| українська | 156       | 95.71%   |
| російська  | 7         | 4.29%    |
| Усього     | 163       | 100%     |

## Географія
Село Мале Ладижине знаходиться за 2 км від лівого берега річки Коломак, вище за течією на відстані 1,5 км розташоване село Василівка, нижче за течією на відстані 3 км розташоване село Степанівка. По селу протікає пересихаючий струмок з загатою. Через село проходить автомобільна дорога М03.